# Extrapolació
L'extrapolació és la prolongació d'una llei o funció fora dels límits on ha estat determinada. S'empra amb dades experimentals per a arribar a la previsió d'un resultat que no pot ésser aconseguit en les condicions experimentals de treball.

Un problema d'extrapolació, consistent a assignar un valor significatiu a, donats els punts vermells coneguts.

En matemàtiques, l'extrapolació és el procés de prolongació de nous punts de dades fora d'un conjunt discret de punts coneguts. És similar al procés d'interpolació, que construeix nous punts entre els punts coneguts, però els resultats de l'extrapolació són sovint menys significatius, i subjectes a major incertesa.
El mètode d'extrapolació que s'usi dependrà de si les dades són contínues, periòdiques, diferenciables, etc.

## Extrapolació lineal
Consisteix a crear una línia tangent al final del conjunt de dades conegudes i estendre-la més enllà d'aquest. Només donarà bons resultats quan s'estengui el graf d'una funció aproximadament lineal, o no gaire lluny de les dades conegudes.
Si els dos punts més propers al punt {\displaystyle x_{*}} que volem extrapolar són {\displaystyle (x_{k-1},y_{k-1})} i {\displaystyle (x_{k},y_{k})}, l'extrapolació lineal dona la funció (idèntica a la interpolació lineal si {\displaystyle x_{k-1}<x_{*}<x_{k}}),
{\displaystyle y(x_{*})=y_{k-1}+{\frac {x_{*}-x_{k-1}}{x_{k}-x_{k-1}}}(y_{k}-y_{k-1}).}

## Extrapolació polinòmica
Consisteix a crear una corba polinòmica ja sigui amb totes les dades conegudes o bé prop del límit. La corba resultant es pot estendre més enllà del límit de les dades conegudes. Es fa generalment per mitjà de la interpolació de Lagrange o amb el mètode de les diferències finites. El polinomi resultant es pot emprar per a extrapolar les dades
També hi ha altres mètodes com l'extrapolació per còniques.